# 러시아-중국 관계
러시아-중국 관계는 1683년부터 시작된 청나라와 러시아 제국, 1924년부터 1949년까지 중화민국과 소비에트 연방, 1949년부터의 중화인민공화국과 소비에트 연방, 그리고 현재 중화인민공화국과 러시아 연방의 관계를 포괄적으로 이르는 말이다.
1689년 청나라는 러시아 제국과 네르친스크 조약을 맺어 러시아의 침입을 저지하였다. 제2차 아편 전쟁 이후 러시아 제국이 청나라와 서구 열강 세력을 조정하였으며, 그 대가로 러시아는 프리모르스키 지방 (연해주)의 할양을 요구하였다. 한편 1904년 러일 전쟁에서 승리한 일본 제국이 러시아를 물리치고 남만주에 대한 지배권을 공고히 함에 따라 청나라에 대한 러시아의 영향력은 약화되었다.
중화민국 건국 이후 소비에트 연방은 1922년 아돌프 요페를 상하이로 보내 중국 국민당의 쑨원과 회담하게 한다. 1924년 중소조약을 맺고 두 나라는 수교한다. 쑨원은 중국 국민당과 국민혁명군을 정비하는데 소련의 도움을 많이 받았다. 제2차 세계 대전에서 두 나라는 연합국 진영에서 일본 제국에 맞서 싸웠다. 1945년 장제스는 기존의 중소조약을 중소 우호 조약으로 격상시켰으나, 비록 소련이 중국 공산당을 지원하지 않겠다고 약속했음에도 불구하고 장제스는 소련이 국공 내전에서 중국 공산당을 지원하고 있다고 생각하였다. 1949년에 중화민국의 수도 난징시가 함락되자 정부는 광둥성으로 옮겼으며, 주중 소련 대사도 이를 따랐다. 그러나 1949년 중화인민공화국이 수립되고 소비에트 연방은 즉시 승인하였다. 중화민국은 큰 배신감을 느꼈으며, 유엔에 소련에 대한 탄핵안을 제출하였다. 이와 상관없이, 소련은 중화민국과 미련없이 단교하여 한 때 밀월 관계였던 두 나라의 관계는 파국을 맞았다. 소비에트 연방은 중소 우호 조약을 중화인민공화국과 중소 우호 동맹 상호 원조 조약으로 교체하였으며, 중국 국민당과의 교류를 일체 중단하였다.
1950년에는 소련이 중화인민공화국과 함께 조선민주주의인민공화국의 한국 전쟁 개시를 배후에서 후원했다. 소련은 이후 유엔에서 중화인민공화국의 중국 대표권을 주장하였으나, 미국 등의 자유주의 진영에 의해 묵살되었다. 이로 인해 1971년 중화민국이 유엔에서 경질될 때까지 중화인민공화국은 유엔은 물론 세계적인 고립을 면치 못했다.
한편 마오쩌둥의 중국 공산당과 소비에트 연방간의 노선 차이로 인해 갈등이 고조되었다. 스탈린은 친소련 출신들이 중국공산당을 지도하길 희망했고 본래는 독립적인 성향이 강한 마오쩌둥 대신 리리산이나 왕밍을 중공의 지도자로 지지했다. 이는 마오쩌둥의 분노를 불렀고 그는 스탈린에 대한 불신을 갖게 되었다. 특히 그는 국공내전에서 소련의 외교를 비난하였고 중소우호동맹조약에 따라 장제스 정부를 중국 정부로 인정하고 국민당에 협조할 것을 거부하였다. 이처럼 그는 소련에 대해 매우 저항적이었으나 중소국경분쟁 전까지는 소련을 강대하게 생각하여 직접적으로 충돌하는 일을 회피하고 친소정책을 펼쳤다.
하지만 마오쩌둥은 소련에 대한 불신으로 인하여 독자노선을 선택하곤 핵무기를 연구했다. 그러자 1957년 소련은 중국의 핵무기 제조를 돕기 위해 국방신기술협정을 체결했다. 그러나 막상 중국의 핵무기가 완성되려고 하자 소련은 기술 이전과 기술자 제공을 거부했는데 이 상황은 마오쩌둥을 매우 불쾌하게 만들었다. 마오는 소련에 대해 조금 더 공격적으로 행동하기로 마음을 먹고 약간의 친미친일정책으로 영향력을 비축하였다. 특히 일본은 여러 문제에서 중국의 양보를 얻을 수 있었다. 이 결과로 중소국경분쟁 당시 중국에 대해 우호적 평가들도 나왔으며 심지어 일본도 중국처럼 무력으로 소련으로부터 영토를 되찾아야 한다는 주장도 있었다. 그러자 곧 소련은 중국과 체결한 핵기술이전 조약을 취소했다.
국경분쟁 이후 소련의 실력에 의심을 갖게 된 중공은 친미와 친일 정책을 강화하였으며 이에 따라 소련은 중공을 의심하게 되었다. 일본은 1972년 미국보다도 빨리 중공과 국교를 수립하였고 미국은 일본의 제멋대로인 행동에 불쾌감을 드러내면서도 일본이 바친 돈과 중국의 친미 정책에 의해 1979년에 중공과 국교를 수립하였다. 일이 이렇게 되자 알렉산드르 두긴 등은 중공이 친서방 국가가 될 가능성을 불안하게 여겼다. 그러나 의외로 그런 일은 일어나지 않았으며 중공에서도 친소, 친러 정책이 꾸준히 진행되었다. 결국 두 나라는 반서방을 중심으로 다시 뭉치게 되었으나 러시아의 군사적, 경제적 실패에 의하여 다시금 중국의 의심이 발현되고 있으며 군사, 경제적 분야에서 러시아식보다 서구식을 받아들일 확률이 높아지고 있다.

## 같이 보기
관련 항목
- 중화민국
- 중화인민공화국
- 소비에트 연방
- 러시아

양국 관계
- 대만-러시아 관계(영어판)
- 중소 관계(영어판)
- 주러시아 중국 대사관(중국어판, 영어판)
- 주중국 러시아 대사관

기타
- 중소 분쟁